# Státní bezpečnost

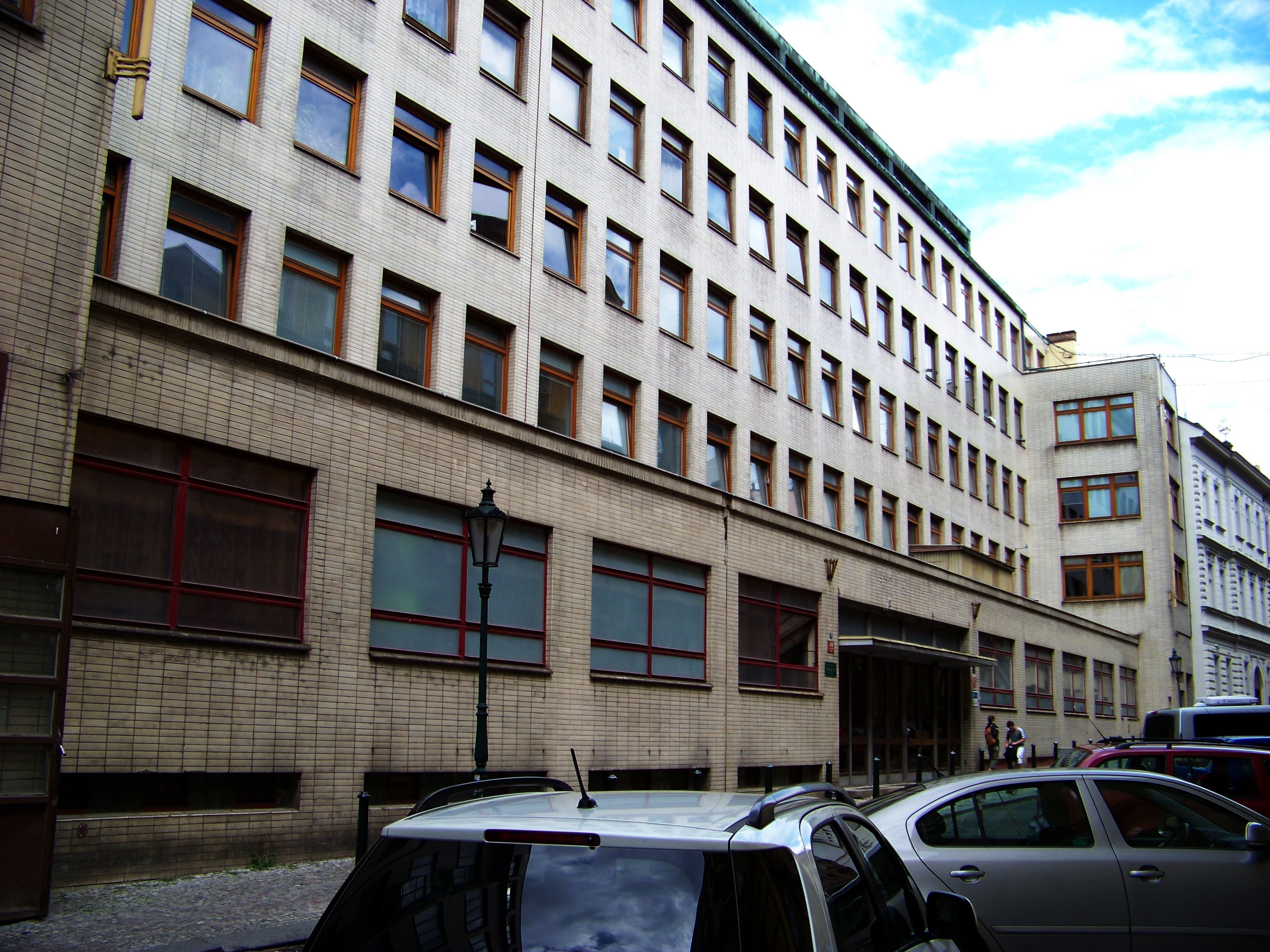
Někdejší sídlo StB v pražské Bartolomějské ulici, tzv. kachlíkárna

Státní bezpečnost (zkratka StB, hovorově estébáci, slovensky Štátna bezpečnosť, ŠtB) byla československá politická policie, zpravodajská služba, která byla ihned od svého vzniku v roce 1945 pod kontrolou Komunistické strany Československa (KSČ), díky obsazení Ministerstva vnitra ministrem Václavem Noskem, a sloužila k ovládnutí mocenských pozic a likvidaci protivníků komunistického režimu. Vznikla 30. června 1945 jako jedna z neuniformovaných složek Sboru národní bezpečnosti (SNB). Po komunistickém převratu v únoru 1948 byla jedním z hlavních nástrojů komunistického teroru. Zanikla rozkazem ministra vnitra Richarda Sachera 15. února 1990 a některé její úlohy převzal nově vzniklý Úřad pro ochranu ústavy a demokracie FMV.

## Struktura a normy
Práva a povinnosti StB stanovil zákon č. 149/1947 Sb., který zároveň předpokládal její budoucí sloučení s kriminálními složkami. K prosinci 1947 k ní byly přičleněny zpravodajské složky a novelizovaný zákon o národní bezpečnosti 286/1948 Sb. ještě rozšířil její pravomoci. V tomto údobí již bylo jejím úkolem identifikovat, vyšetřovat a zpracovávat (případně i likvidovat) oponenty KSČ a komunistického režimu.

## Využívané objekty
Hlavním sídlem StB byla budova v pražské Bartolomějské ulici (slangově tzv. kachlíkárna; dnes objekt využívá Policie ČR), jako snad nejbrutálnější vyšetřovna nechvalně proslul tzv. hradčanský Domeček. StB užívala mnohé objekty také konspiračně, tak např. část břevnovského kláštera (malý nebo také Sartoriův konvent) využívala pod názvem „Montážní ústav“. Krajské správy StB využívaly 794 konspiračních a 538 propůjčených bytů.

## Historie a činnost

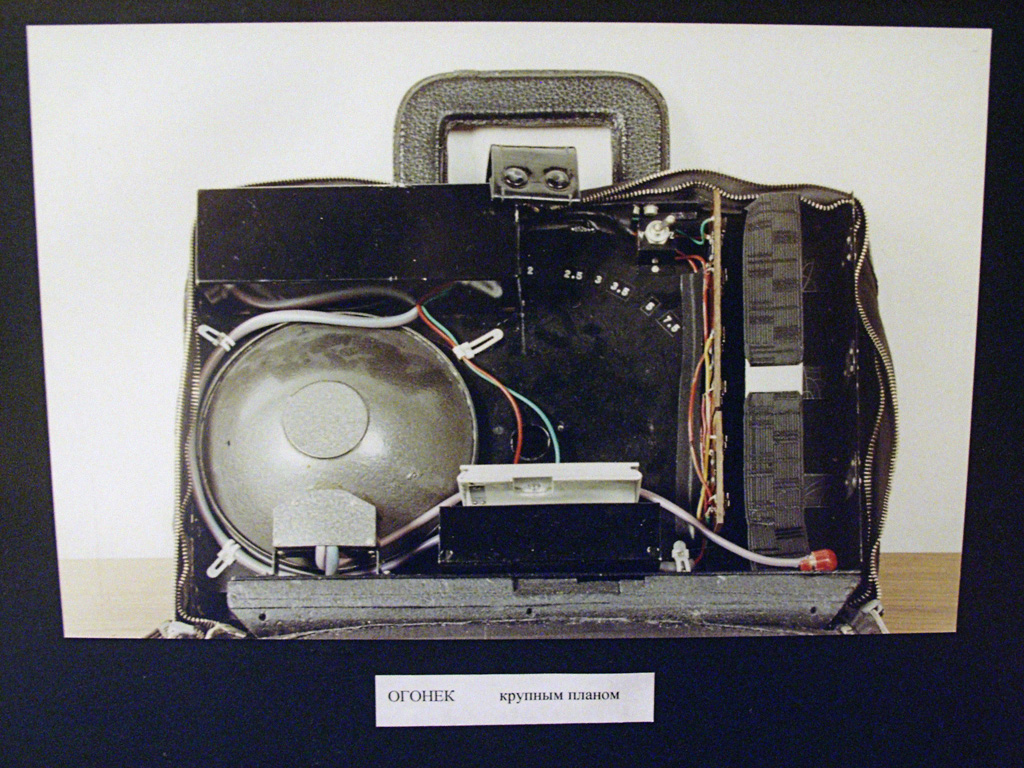
Maskovaný fotoaparát určený pro fotografování v noci. Přístroj sovětské výroby

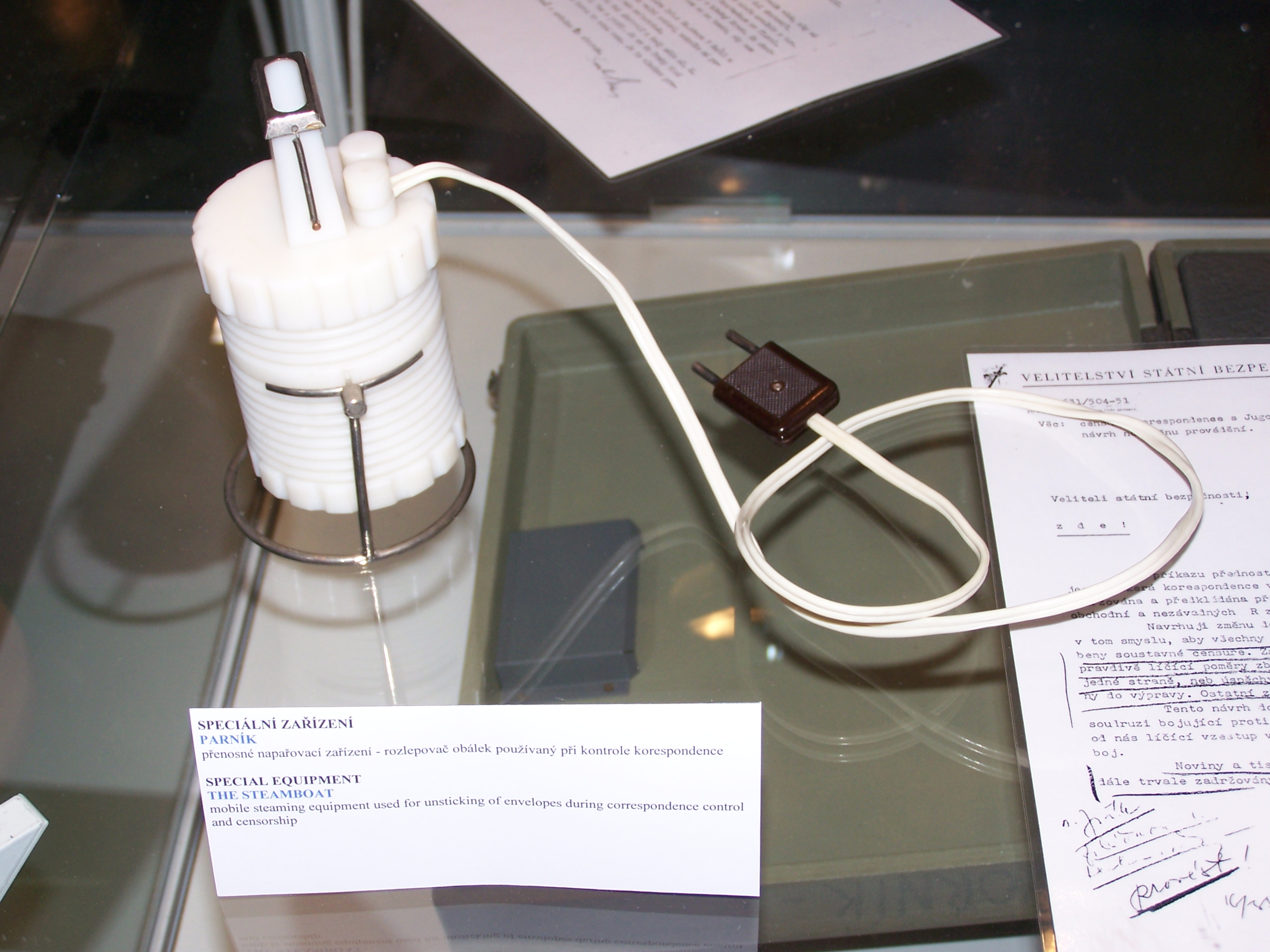
Parník, zařízení užívané StB pro rozlepování tajně cenzurovaných dopisů

### Před rokem 1948
Známy jsou dehonestační akce okolo Sergeje Ingra, Vladimíra Krajiny[zdroj?], Prokopa Drtiny a Petra Zenkla (neúspěšné) a představitelů Demokratické strany (Ján Kempný, Miloš Bugár), které uspěly a oba poslanci, kteří se nechali vydat trestnímu stíhání, aby se před soudem očistili, byli na základě podvržených důkazů odsouzeni do vězení.

### Vyšetřovací metody
Již v této době používala StB nezákonné metody jako bylo mučení, vynucování přiznání a aplikování drog. Po únoru 1948 se tyto praktiky staly naprosto běžnými a obecnými, notně podporovány sovětskými školiteli a pozorovateli. Byly hojně používány zejména při přípravě vykonstruovaných procesů proti politickým a ideovým odpůrcům komunismu či nespolehlivým občanům. Případy úmrtí nebo doživotního zmrzačení vyslýchaných byly tolerovány, nebo dokonce považovány přímo za žádoucí. Po výslechu StB zemřeli například filozof Jan Patočka, Karel Lukas či kněz Josef Toufar. StB též s nejvyšší pravděpodobností[zdroj?] prováděla vraždy nepohodlných osob, (např. Přemysl Coufal, Pavel Švanda).

### Akce v zahraničí
Agenti StB v 50. letech podnikali ilegální akce i v zahraničí, známý je například únos posledního předúnorového předsedy ČSSD Bohumila Laušmana, který emigroval, z Rakouska zpět do Československa (1953).

### Rozsah činnosti
V roce 1954 měla StB kolem 13 tisíc kmenových zaměstnanců, v polovině osmdesátých let registrovala 75 tisíc tajných spolupracovníků. Na počátku šedesátých let StB podle historiků evidovala a kontrolovala kvůli podezření z takzvané protistátní činnosti téměř 100 tisíc lidí. Na konci osmdesátých let měla vojenská kontrarozvědka 969 příslušníků, centrála 1575 agentů, 1292 důvěrníků. Krajské správy StB měly 7200 agentů, 7300 důvěrníků, využívaly 794 konspiračních a 538 propůjčených bytů.

### Po sametové revoluci 1989
V letech 1991-2 byly přijaty dva lustrační zákony, které zakazovaly bývalým příslušníkům a agentům Státní bezpečnosti, členům Lidových milicí nebo vysoce postaveným komunistům účast v důležitých státních funkcích, u některých soudů nebo ve veřejnoprávních médiích. Zákon se nevztahoval na volené funkce. Někteří lidé kvůli lustračním zákonům museli svoje posty opustit nebo naopak některé funkce nezískali. Normy přinesly i řadu soudních sporů. Mnoho lidí se například cítilo poškozeno tím, že je Státní bezpečnost evidovala jako konfidenty údajně bez jejich vědomí. Některé soudní spory přetrvaly desítky let.
V říjnu 1992 demokratický režim odsoudil tři bývalé nejvyšší funkcionáře. Alojz Lorenc dostal čtyři roky vězení, někdejší náčelník Hlavní správy kontrarozvědky Karel Vykypěl tři a půl roku a bývalý ministr vnitra František Kincl tři roky odnětí svobody.
V květnu 2021 byl někdejší kapitán Státní bezpečnosti Vladimír Mareček odsouzen na 5,5 roku do vězení. Je to nejpřísnější pravomocný trest, který české soudy uložily bývalému příslušníkovi StB.
V září 2021 soud uznal vinnými Karla Hájka, Rudolfa Peltana, Zbyňka Dudka a Jiřího Šimáka, bývalé příslušníky StB, za šikanu při takzvané akci Asanace.

## Hodnocení StB

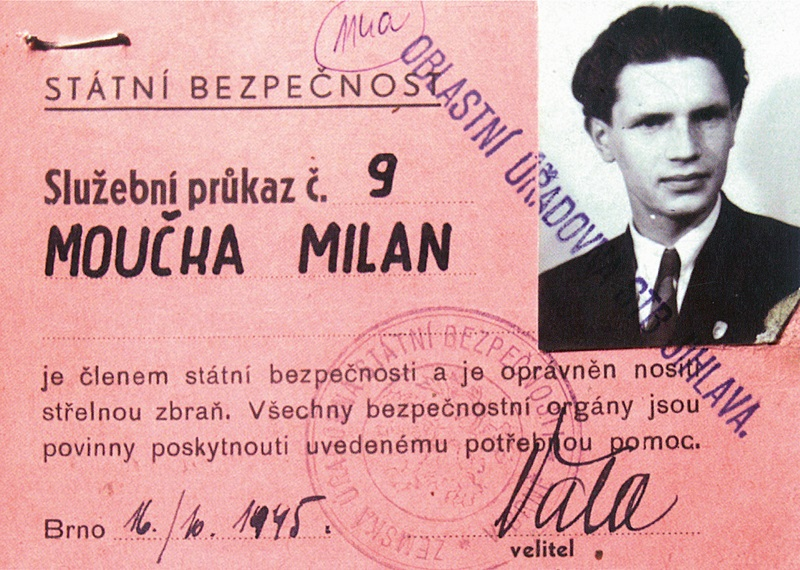
Průkazka člena StB (vydaná roku 1945)

Podle řady autorů, odborníků i vyšetřovatelů zločinů StB (např. Pillerova komise, Antonín Kratochvil, Karel Kaplan) byli vyšetřovatelé StB (zejména v období největšího teroru) v drtivé většině lidé bez zkušeností a schopností, kteří neuznávali a nebo neznali zákony[zdroj?] a jedinou autoritou pro ně byla strana a její přání. Nedostatky důkazů i vlastních schopností nahrazovali krutými[zdroj?] metodami výslechů. Někteří autoři srovnávají StB s gestapem (např. Antonín Kratochvíl, Vladimír Škutina, Artur London), někteří pak podotýkají, že gestapu šlo více o „skutečné viníky“.[zdroj?] Podobně hovořil i bývalý příslušník StB z 50. let Miloš Kocman. Podle bývalého disidenta Petra Placáka se příslušníky StB nestávali lidé z ideologických důvodů, ale proto, že toužili po moci nebo kariéře. Pokud vstoupili do KSČ, udělali to kvůli kariérnímu postupu či získání dalších výhod.
Bývalí příslušníci StB, pokud sloužili u policie i po roce 1990, navíc ke svým normálním důchodům pobírají i pravidelné měsíční renty, jejichž výše začíná na deseti tisících korunách, ovšem výjimkou nejsou ani mnohem vyšší částky.

## Seznamy příslušníků a spolupracovníků StB

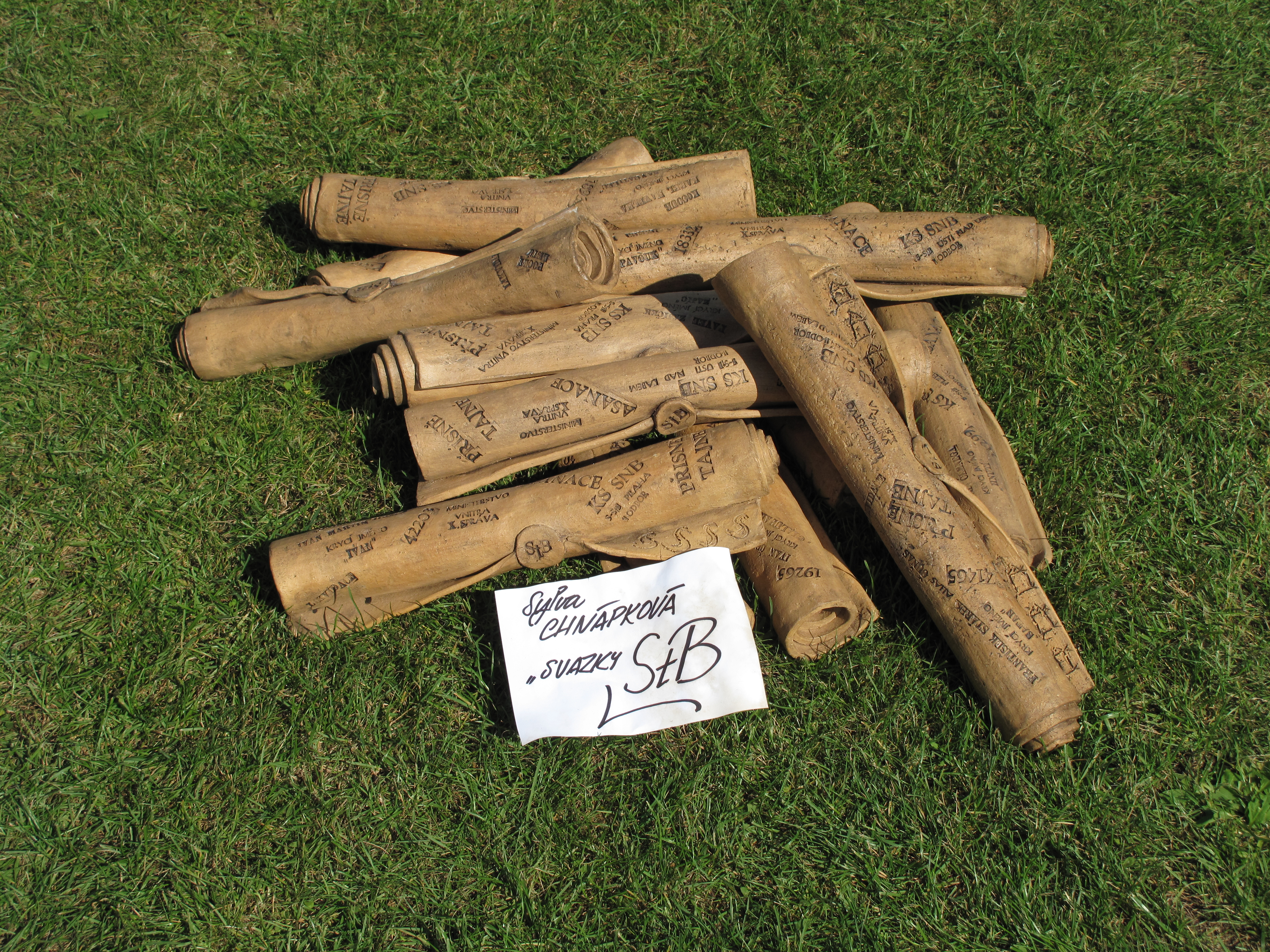
Svazky StB očima Sylvy Chňapkové

Po listopadu 1989 se na veřejnosti objevily první, neúplné, seznamy příslušníků a spolupracovníků StB, tzv. „Cibulkovy seznamy“. Reakce některých z těch, kteří byli v seznamech uvedeni, vyšly v knize Osočení (Toronto 1993, Brno 2000), kde někteří tvrdí, že se do Cibulkových seznamů dostali neprávem, jiní vysvětlují okolnosti vzniku spolupráce. V seznamech byl například uveden spisovatel a režisér Ivan Vyskočil, který v roce 1977 odmítl podepsat Antichartu, a proti uvedení v seznamech jako spolupracovník StB se úspěšně bránil soudní cestou.
O více než desetiletí později, v březnu 2003, zveřejnilo Ministerstvo vnitra další, také neúplné seznamy. Ty jsou (zejména pokud jde o spolupracovníky) předmětem soudních sporů, které mají dosáhnout vymazání záznamů těch, kteří se cítí být zaneseni neoprávněně. Hlavní problém těchto seznamů je, že až na nepatrné výjimky se zakládají pouze na archivních svazcích - tj. obsahují pouze jména příslušníků a spolupracovníků, kteří ukončili spolupráci nebo pracovní poměr před rokem 1989 a jejichž svazky byly tudíž v době mocenských změn uloženy v archivu a nemohly být proto zavčas zničeny.[zdroj?]
V únoru 2007 informoval ministr vnitra Ivan Langer o projektu Otevřená minulost, jehož cílem má být „co nejúplnější otevření a přiblížení archivních fondů všem občanům České republiky“:
- „Realizuji projekt Otevřená minulost, v jehož rámci chci maximálně zpřístupnit archivy bývalé StB. Zřídil jsem Archiv bezpečnostních složek a noví lidé, kteří tam přišli, jsou pro mě nadějí, že se to podaří. Prvním krokem bylo propuštění 8 bývalých pracovníků StB, kteří tam do té doby pracovali.“ (Ivan Langer)[13]
- „K úplnému odtajnění by mohlo dojít do deseti let.“ (Pavel Žáček)[14]

## Struktura StB

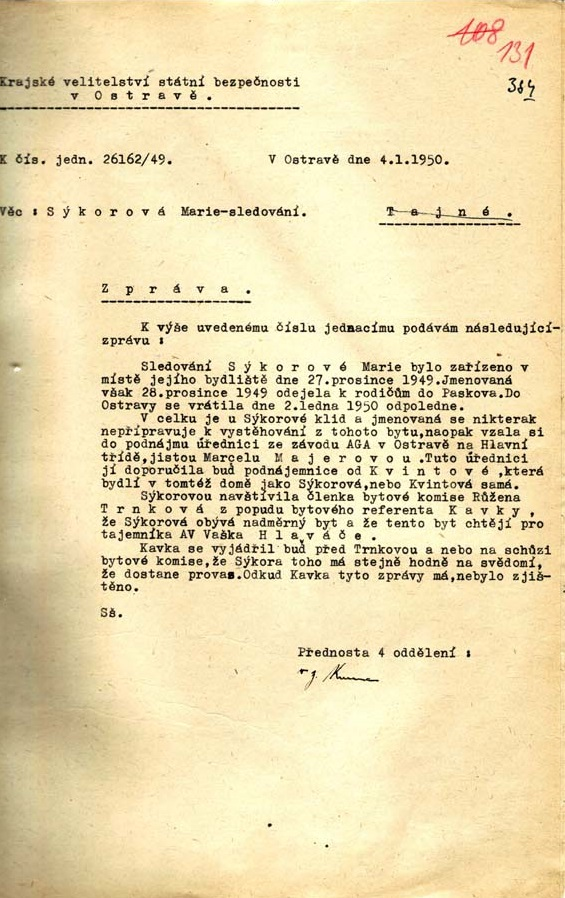
Svědectví o přístupu k podezřelému ve vyšetřovací vazbě: „... manželka se má připravit na vystěhování, neboť Miroslav Sýkora „dostane provaz“.

Struktura Státní bezpečnosti se v průběhu její existence mnohokrát měnila. Po reorganizaci ze dne 1. července 1974 měla následující strukturu:
- I. správa FMV (SNB) – Hlavní správa rozvědky
- II. správa FMV (SNB) – Hlavní správa kontrarozvědky pro boj proti vnějšímu nepříteli (ochrana proti zahraničním špionům)
- III. správa FMV (SNB) – Hlavní správa vojenské kontrarozvědky
- IV. správa FMV (SNB) – Správa sledování
- V. správa FMV (SNB) – Správa ochrany stranických a ústavních činitelů
- VI. správa FMV (SNB) – Správa (výkonné) zpravodajské techniky
- X. správa FMV (SNB) – Správa kontrarozvědky pro boj proti vnitřnímu nepříteli (disidenti, chartisté, kněží, mládež apod.)
- XI. správa FMV (SNB) – Správa kontrarozvědky pro ochranu ekonomiky
- XII. správa FMV (SNB) – Správa kontrarozvědky v Bratislavě
- XIII. správa FMV (SNB) – Oborové výpočetní a informační středisko Státní bezpečnosti
- XIV. FMV (SNB) – Správa kontrarozvědky pro boj proti mimořádným a zvláštním formám trestné činnosti
- Správa vyšetřování Státní bezpečnosti
- Odbor vyšetřování Státní bezpečnosti ve vojenské kontrarozvědce
- Správa pasů a víz
- Statisticko evidenční odbor
- IV. odbor FMV (SNB) – Odbor zahraničního tisku

Odbor vyšetřování Státní bezpečnosti ve vojenské kontrarozvědce byl zrušen v roce 1979, XIII. správa v roce 1982. Statisticko evidenční odbor byl od roku 1981 přiřazen pod XIII. správu.V roce 1985 byla zrušena XIV. správa a její úkoly byly rozděleny mezi II. a XI. správu a Odbor zvláštního určení (tzv. „červené barety“ proslulé brutalitou během demonstrace 17. listopadu 1989). K poslední reorganizaci došlo k 1. srpnu 1988. II., X. a XI. správa byly sloučeny do jednoho útvaru s názvem II. správa SNB – Hlavní správa kontrarozvědky SNB pod vedením Karla Vykypěla.

## Terminologie StB

### Terminologie spolupracovníků (výběr)
Kategorie důvěrník (D), kandidát tajné spolupráce (KTS), kandidát agenta (KA) či kandidát informátora (KI) nejsou na základě nálezu Ústavního soudu kategoriemi vědomé spolupráce ve smyslu zákona č. 451/1991 Sb. (tzv. lustrační zákon).
- Tajný spolupracovník (zkratka TS): označení pro čsl. i cizí státní příslušníky, kteří byli získáni k vědomé spolupráci. Důvody: Hmotné výhody (kupř: poukázky do obchodních domů, finance na výdaje (oblečení, západní alkohol atd.), lepší pracovní zařazení, přístup k zahraničním cestám atd.), ideové (boj za socialismus, mírové hnutí atd. důvody spolupráce většinou u cizinců), psychický nátlak-kompromitující materiály, demoralizace (dehonestace) jedince, vydírání atd. StB používala tajné spolupracovníky u všech svých útvarů: rozvědka, kontrarozvědka, ochranka, útvary sledování a zpravodajské techniky. U rozvědky existovaly kategorie TS jako agent (A), důvěrný styk (DS) a ideospolupracovník (IS). Spolupráce končila nejčastěji ze zdravotních důvodů či smrtí spolupracovníka, jeho emigrací, sesazením na nižší pozici atd. většinou podle kvality jeho spolupráce.

- Informátor: spolupracovník StB menšího významu, dodával informace nepravidelně a spolupráce byla často nevědomá (resp. nebyl si vědom, že informace předává pracovníkovi StB, takový informátor poté ujednal tedy tzv. „kontakt“) Informátor jednal z různých pohnutek a byl u StB veden pod speciálním krycím jménem. Informátor byl označován také jako „zdroj“ či „pramen“. Informátoři byli často aktivní ve vojenském prostředí a v různých komunistických soustavách (SSM, Svazarm, KSČ atd.). Neměl žádné úkoly, žádné vedení a ke spolupráci se informátor oficiálně nezavázal.[rozpor]

- Ideový spolupracovník (zkratka IS): Zcela nejnižší kategorie tajných spolupracovníků StB. IS působil v zahraničí, kam mohl oficiálně zajíždět, pracovat atd. Mnohdy byl jeho výjezd za hranice právě umožněn ziskem funkce IS. IS podávali pouze zprávy o aktivitách svých kolegů v zahraničí (různé kvality), informace ze svých zahraničních pracovišť či z ústavů a škol (např.: stážisté na výzkumných či postgraduálních stipendiích atd.) motivy byly u většiny pouze ideové. U StB byl IS a jeho svazek označen číslem, které začínalo č. 8 či 88.

- Kandidát agenta (tajného spolupracovníka) (zkratka KA) a kandidát tajné spolupráce (zkratka KTS): jednalo se o jedince, kterého chtěla StB získat za tajného spolupracovníka, ale spolupracovníkem nebyl a ke spolupráci se nijak nezavázal. Na KTS byl ale veden osobní spis, který zahrnoval krycí jméno, registrační číslo atd. Ve spisu bylo uvedeno také zda je vhodný na určitou funkci, pro jaký obor, byla vložena dokumentace různých prověrek. Kandidát většinou o své evidenci jako KTS nevěděl, a pokud se mu příslušníci StB nepředstavili, nemusel ani tušit, že jedná s rozvědkou StB. K 30. červnu 1989 bylo evidováno 3816 spisů KTS, ještě v roce 1989 jich bylo ukončeno 1251 a 411 získáno ke spolupráci. Koncem roku 1989 byla většina svazku KTS zničena. Pokud složka KTS nebyla převedena na svazek tajného spolupracovníka, k tajné spolupráci nedošlo, ale i z tohoto pravidla existují odchylky (vizte spis ÉTER). Pokud se KTS příslušníci StB představili, mohl další styk s nimi přerušit či v něm dále pokračovat.

- Důvěrný styk (zkratka DS): spolupracovník nižší kategorie než agent. Spolupráce nebyla utajována. Zpravidla cizí státní příslušník. DS byl ochoten předávat citlivé informace (špionáž) ale nezavázal se přímo ke spolupráci. Jednalo se především o diplomaty (předávání informací z různých registrů atd.) či obchodníky (průmyslová špionáž). DS nemusel být utajován, jelikož měl legální styky s ČSSR jako „diplomat“ či „obchodní zástupce“ atd. Důvody činnosti: Materiální odměna, zahrnovala zisk věcných darů (např.: broušené sklo, lovecké zbraně apod.), protislužba (např. osobní profit při obchodu s ČSSR), ideové důvody (boj za mír, socialismus, proti kapitalistickému systému vykořisťování a imperialismu, monopolům atd.) jiné (finanční, osobní atd.)

- Důvěrník (zkratka D): ke spolupráci s StB se přímo nezavázal, neměl oficiálně krycí jméno (tedy neznal své krycí jméno, pod kterým byl evidován jeho svazek u rozvědky). Především předával informace z různých databází a registrů, ke kterým měl přístup v zaměstnání či jiné činnosti (SSM, Svazarm). Upozorňoval na protispolečenské jedince a chování, případy konspirace a špionáže v průmyslových podnicích či divadlech atd., staral se o sledování či fungování kupř. konspiračních bytů[18], konspirační skupiny, měl také na starosti různé protikomunistické provokace atd. „Déčko“ byl buď jedinec, který se měl později stát spolupracovníkem StB na vyšší pozici (kupř. Agent A), a proto byl v pozici D sledován a „testován“. Jiným případem byl „D“, který působil dříve na vyšší pozici (např.: bývalý Agent A či Agenti F,[19] kteří ani nebyli evidováni v registrech svazků[zdroj⁠?!]), ale jejich post byl statutárně změněn na D z důvodů změny jeho pozice v socialistické společnosti (stal se členem vlády, poradcem, vyšším svazovým funkcionářem SSM, Svazarm, zisk vyšší pozice v KSČ, diplomatická mise atd.). „Déčko“ o svém styku s StB povětšinou vědělo, objevily se i případy nevědomého vedení jako „D“ ve spisu StB (normalizační herci a sportovci atd.).

- Agent A (uváděno také jako „A“[20]): tajný spolupracovník StB, který se ke spolupráci písemně nebo ústně zavázal. Agent A udržoval komunikaci (konspirativní styk) s řídícím důstojníkem. Plnil rozličné úkoly specifikované podle jeho zařazení do určitých skupin, např.: „Volná mládež“, skupiny podle schopností, zaměstnání, podle charakteru jeho oboru, jazykových dovedností, talentu atd. Úkoly byly různého charakteru, převážně však informační, dokumentační či naopak dezinformační a rozkladné. Byl často honorován, ale pracoval i zcela zdarma s vidinou jisté výhodnosti spolupráce v budoucnosti.

### Jiné termíny
- Nepřátelská osoba (zkratka NO): jako Nepřátelská osoba byl označen jedinec, jenž byl „odpůrcem komunismu“, ale odpůrcem komunismu z hlediska komunistické strany a sovětských komunistů (po roce 1968). „NO“ mohla být příslušníkem např.: zakázané církve, ale i státem povolené církve, výstředním prozápadním avantgardním umělcem, ale i socialistickým realistou (kupř.: Pavel Kohout), který změnil svůj světonázor atd. Důležitou skupinou byli „nedůvěryhodní“ jedinci socialistického „establišmentu“, kupř. vysoce postavený člen KSČ, který se zdiskreditoval během roku 1968 se ocitl kvůli své „nedůvěryhodnosti“ na seznamu NO. Mezi lety 1959 a 1964 byli takto evidovaní jedinci označováni termínem „bývalí lidé“ (zkratka BL).[21]

- Prověřovaná osoba (zkratka PO): Termín pro osobu, o kterou se zajímala, ať už z toho důvodu, že z její strany očekávala potenciální nepřátelské jednání vůči režimu, nebo si ji vytipovala k spolupráci.[22]

- Fond zvláštního uložení (zvaný i Fond Z - pozor na možnou záměnu s fondem Z Studijního ústavu MV): Jednalo se o část operativního archivu StB s režimovým přístupem, do níž byly ukládány některé „citlivější“ osobní svazky a vyšetřovací spisy. Známým se tento fond stal na jaře 1990, kdy do něj z příkazu ministra Sachera byly nesystematicky převedeny svazky vedené k nově kooptovaným členům Federálního shromáždění, členům vlád a dalších ústavních činitelů, což spolu se zásahy do centrální evidence zavdalo příčinu k mnoha „smělým tvrzením“. [23]

- Rezident (zkratka R): Má více významů, existoval: 1) Rezident rozvědky, byl vedoucím rozvědné rezidentury (sítě) v zahraničí, kde pracoval pod různým diplomatickým krytím, kupř.: na čsl. ambasádě či jiném zastupitelském úřadě (zahraniční export, filiálka, rozhlas atd.). 2) Rezident kontrarozvědky (II. správa StB) - byl to spolehlivý a prověřený, velmi zkušený tajný spolupracovník, který řídil jiné spolupracovníky (ale pracoval pod vedením svého důstojníka). Často R organizoval a řídil svěřené agenty, stanovoval úkoly, strategie, dosažení cílů. Sbíral a vyhodnocoval informace a výsledky. Rezidenti kontaminovali průmysl, média, školy, kulturu. „R“ byli vytvářeni ze zkušených agentů, tvořili je často zaměstnanci ministerstev vnitra, kteří pracovali na civilních pracovištích, i když byli v policejním důchodu. „R“ měl pravidelné odměny, tedy pravidelný příjem za své služby.

- Diplomatické krytí: Termín, který užívala I. správa StB. Agent byl vyslán rozvědkou do zahraničí, kde oficiálně pracoval např.: v týmu na čs. ambasádě, v podniku zabývajícím se exportem, kulturním centru, turistické agentuře, finanční či vzdělávací instituci atd.

- Dublér (agent dublér, zkratka D): Také „double agent“ byl typ agenta, který pracoval pro více zpravodajských služeb (většinou 2) a to buď pro obě strany současně, či po jedno období pouze pro jednu z nich. „D“ používal často dezinformace, tedy zkreslené a matoucí informace na základě pravdivých faktů, aby nebyl odhalen uvnitř „domovské“ sítě. Kvalitní „D“ měl pro příslušnou rozvědku vysokou cenu. Často docházelo k nabízení si falešných „D“ rozvědkami navzájem. Odhalený „D“ již ztratil jakýkoliv vliv a význam a nemohl být nasazen do další činnosti. Odhalený „D“ buď emigroval do země, kam dodával informace (kupř. do SSSR, či naopak do kapitalistické země), či byl odsouzen za „vlastizradu“ ve své domovské síti. Důvody činnosti: materiální (zahraniční zboží, jiné výhody), finanční, ideové nebo ryze osobní (např.: msta za úmrtí dítěte vinou sovětských lékařů v socialistické nemocnici atd.)